# شویژنکو
شویژنکو (به لهستانی:  Świerzenko) یک روستا در لهستان است که در گمینا میاستکو واقع شده‌است. شویژنکو ۴۹۹ نفر جمعیت دارد.